# Azorella trisecta
Azorella trisecta är en växtart i släktet Azorella och familjen flockblommiga växter. Den beskrevs av Hermann Wolff och fick sitt nu gällande namn av Mart.Fernández och Carolina I. Calviño.
Arten är en liten buske och förekommer i Antofagasta och Atacama i Chile samt Catamarca och Salta i Argentina.